# Nebenbetrieb (Bundesfernstraßengesetz)

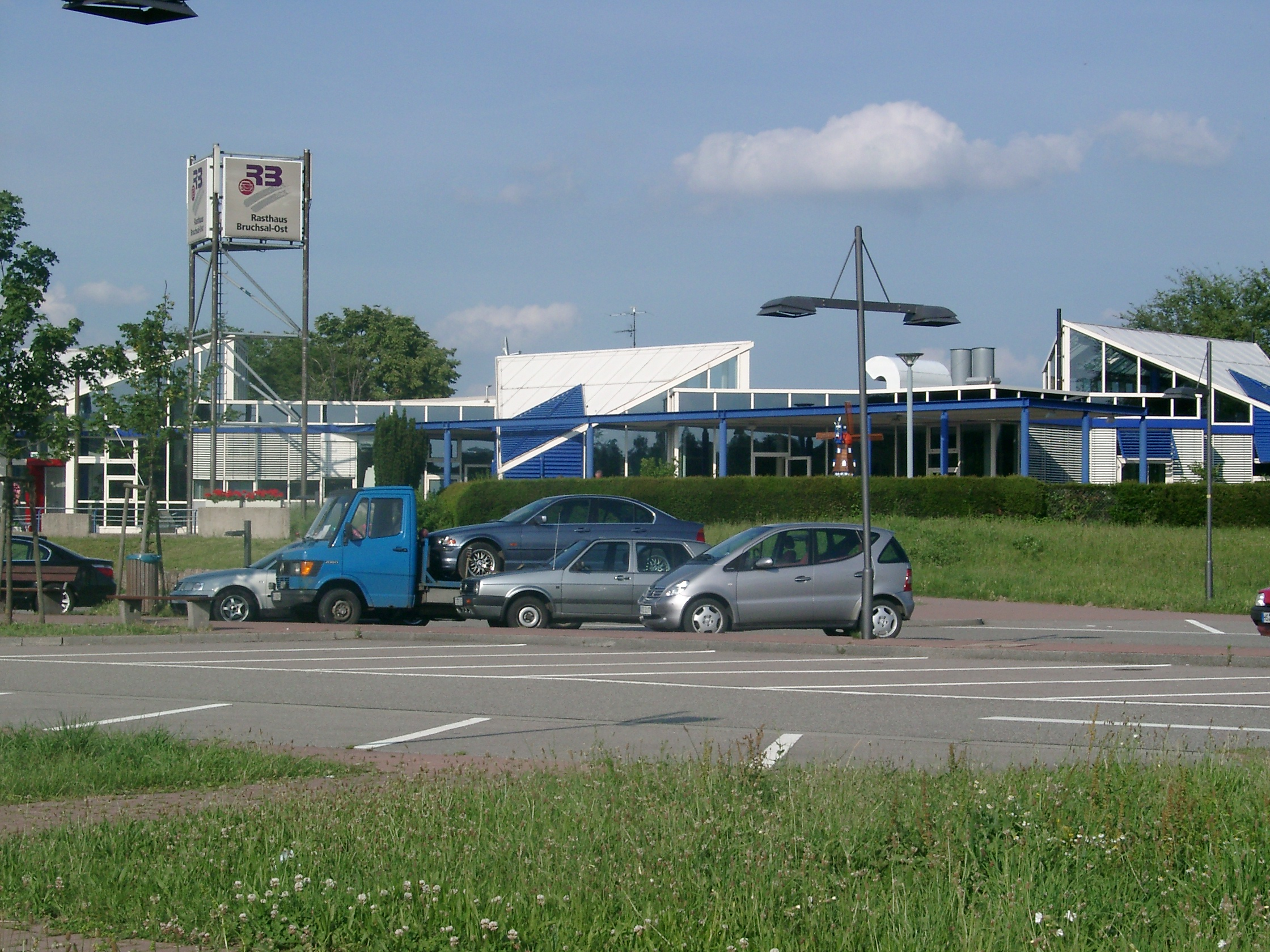
Autobahnraststätten zählen zu den Nebenbetrieben.

Ein Nebenbetrieb im Sinne des deutschen Bundesfernstraßengesetzes ist eine Einrichtung, die den Verkehrsteilnehmern an einer Bundesautobahn als Dienstleistungsbetrieb dient. Zu den Nebenbetrieben zählen Tankstellen, Raststätten sowie bewachte Parkplätze, Werkstätten und Verlade- und Umschlaganlagen (vgl. § 15 Abs. 1 FStrG). Diese Einrichtungen besitzen einen unmittelbaren Anschluss an die Autobahn und können in der Regel nur von dort erreicht werden.
Nebenbetriebe sind nicht zu verwechseln mit Nebenanlagen. Nebenanlagen dienen überwiegend der Straßenbauverwaltung und bestehen aus Straßenmeistereien, Bauhöfen sowie Lagerplätzen.

## Normen und Standards
- Bundesfernstraßengesetz (§ 15 FStrG)
- Richtlinien für Bau und Betrieb von Nebenbetrieben an Bundesautobahnen sowie für die Erteilung einer Konzession (RN-BAB)